# Movimiento por la Democracia Directa
Movimiento por la Democracia Directa (MDD) fue un  partido político venezolano de izquierda, que se convierte en organización nacional en abril de 2000, luego de la aparición del Partido Socialista Unido de Venezuela (PSUV) éste decidió fusionarse.

## Participación electoral
La primera elección en la que participó el Movimiento por la Democracia Directa fue en las elecciones presidenciales de 2000, en esa oportunidad apoyaron al entonces candidato opositor Francisco Arias Cárdenas, el partido obtuvo el 1,02 % de los votos. A partir de 2002 comienza a apoyar al presidente Hugo Chávez formando alianzas con los partidos oficialistas para las elecciones regionales de 2004 y luego para las elecciones presidenciales de 2006 se sumaron a la coalición para reelegir a Chávez, en esas elecciones MDD obtuvo 40.250 votos el 0,35 % de los votos.